# Pteris morii
Pteris morii là một loài thực vật có mạch trong họ Pteridaceae. Loài này được Masam. miêu tả khoa học đầu tiên năm 1942.